# Ilunga Mande Zatara
Ilunga Mande Zatara, né le 12 mars 1983 à Kipushi, est un athlète marathon de la république démocratique du Congo.
Il a participé aux Jeux olympiques d'été de 2012 de Londres dans l'épreuve du marathon et a été le porte-drapeau de l'équipe de la République démocratique du Congo lors de la cérémonie d'ouverture.

## Biographie
Ilunga Mande Zatara, naît le 12 mars 1983 à kipushi en république democratique du congo.

## Carrière
En avril 2013, Ilunga Mande lors de semi-marathon international de la région de la confédération africaine d’athlétisme remportant le semi marathon de Libreville en parcourant 21,100 km en 1 heure 8 minutes et 32 secondes devançant le camerounais Victor Nzossie,.  